# Newag Griffin
Newag Griffin è una famiglia di locomotive elettriche e diesel a quattro assi prodotta dall'industria polacca Newag dal 2012. Le locomotive sono state progettate per il trasporto di treni passeggeri e merci. La prima versione denominata E4MSU è una locomotiva elettrica multisistema, universale, con una velocità massima di 160 km/h, mentre una seconda versione denominata E4DCUd è una locomotiva elettrica dotata anche di un motore ausiliario a combustione interna.

## Storia
Nel settembre 2010 la ZNLE Gliwice ha avviato un progetto di locomotiva elettrica denominato Elephant, che prevedeva due versioni:
- E4ACU - locomotiva multiuso con una velocità di 140 km/h, da utilizzare per il traffico passeggeri e regionale
- E4ACP - locomotiva destinata al traffico passeggeri con 200 km/h di velocità.

Le loro caratteristiche multi-sistema avrebbero dovuto consentirne l'utilizzazione nel traffico transfrontaliero e in altri paesi europei.
Nel gennaio 2011, il progetto aggiornato ha previsto la costruzione di quattro versioni della locomotiva:
- E4DCU - locomotiva per treni passeggeri o merci con una velocità di 140 km/h e alimentazione a 3 kV a corrente continua
- E4DCP - locomotiva destinata al traffico passeggeri con una velocità di 200 km/h e alimentazione a 3 kV a corrente continua
- E4MSU - locomotiva per treni passeggeri o merci con una velocità di 140 km/h e alimentazione a 3 kV a corrente continua e a 15 kV e 25 kV a corrente alternata
- E4MSP - locomotiva destinata al traffico passeggeri con una velocità di 200 km/h e alimentazione a 3 kV a corrente continua e a 15 kV e 25 kV a corrente alternata

Gli stabilimenti ZNLE sono stati i primi a produrre la versione di E4MSU, che avrebbe dovuto essere pronta per i test alla fine del terzo trimestre del 2012.
Nel marzo 2011 sono stati avanzati i lavori sulla versione multiuso per treni passeggeri o merci ed è stato programmata la sua presentazione nell'autunno 2011 durante la fiera Trako a Danzica . La presentazione non ha avuto luogo, poiché le procedure di progettazione sono state prolungate e la presentazione prevista per il 2012.
Nell'agosto 2011, è stato deciso di cambiare il nome del progetto da Elephant a Griffin.

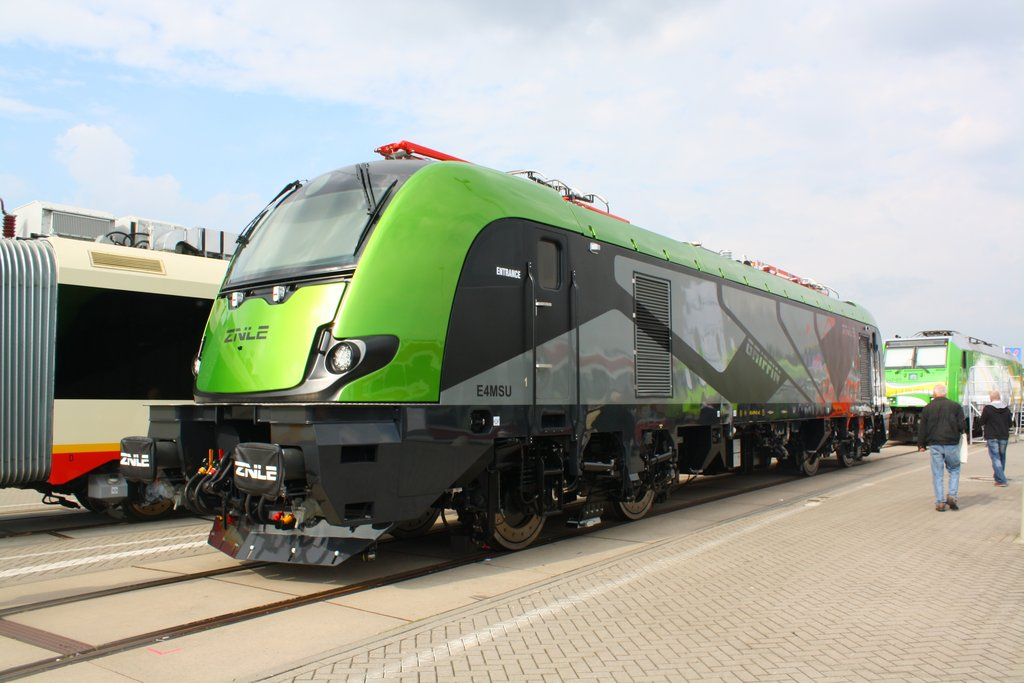
La presentazione della locomotiva a Berlino nel 2012 alla fiera InnoTrans

Il 18 settembre 2012, la presentazione della locomotiva di tipo E4MSU ha avuto luogo durante la fiera InnoTrans a Berlino. Alla fine di aprile 2013, la locomotiva è stata trasportata sulla pista sperimentale dell'Istituto Ferroviario vicino a Żmigród, dove sono stati iniziati i test. Il 16 maggio 2013 la locomotiva con due vetture PKP Intercity è giunta a Nowy Sącz, e nei giorni seguenti è stata testata sulla linea Olsztyn-Nidzica, dove è stato testato il comportamento dei veicoli in curva. All'inizio di giugno 2013 la locomotiva è stata sottoposta a test statici presso la sede dell'istituto ferroviario di Cracovia, per fare poi ritorno a Żmigród. Durante i test la locomotiva è stata spinta alla massima velocità .
Dal 18 luglio al 31 luglio 2013, ha effettuato dei viaggi di prova PKP Cargo per ottenere il certificato di omologazione. Durante le prove la locomotivaha trainato un treno merci da 3440 tonnellate. Dal 5 al 14 agosto 2013, la locomotiva è stata testata sulla pista di prova di Velim, nella Repubblica Ceca, dove è stata testata l'alimentazione di 15 e 25 kV a corrente alternata.
Nel settembre 2013, la locomotiva E4MSU-001 è stata presentata alla fiera Trako.

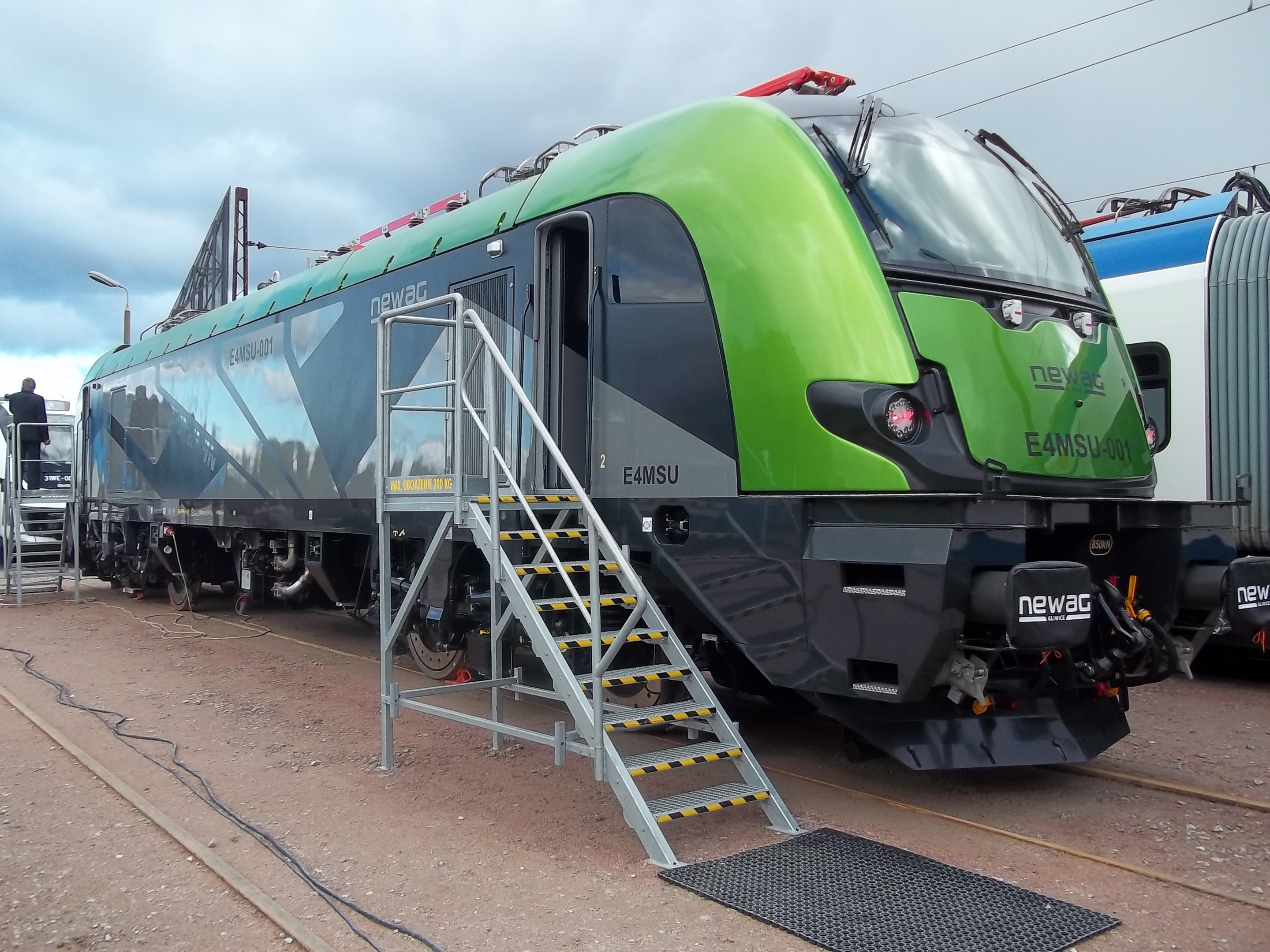
La locomotiva a Danzica alla fiera Trako nel settembre 2013

Dopo aver ricevuto il certificato di omologazione per le linee polacche, il produttore ha pianificato di ottenere tale certificato anche sulle linee ferroviarie della Repubblica Ceca e in quelle della Germania.
A febbraio 2013, era pronto anche il progetto della seconda versione passeggeri che avrebbe dovuto rafggiungere 200 km/h di velocità massima di primo E4MSP avrebbe dovuto essere prodotto entro la fine del 2013, ma i tempi di produzione si sono allungati.
Il 28 maggio 2014 Newag ha firmato un accordo di cooperazione con Spółuro Đaković Specijalna Vozila per la costruzione congiunta di una locomotiva elettrica Griffin E4ACU, con trasferimento di tecnologia e scambio di esperienze nella produzione di locomotive elettriche. All'inizio di marzo 2015, l'istituto ferroviario ha confermato la conformità della locomotiva con tre specifiche tecniche di interoperabilità.
Il 23 dicembre 2015, la compagnia ferroviaria Lotos Kolej ha siglato con Newag per un contratto il noleggio di 7 anni, comprensivo di manutenzione, di 5 locomotive E4DCU-DP, che sono state consegnate nel 2017. Il contratto prevede che può essere esteso con il noleggio di ulteriori locomotive. Inizialmente, era previsto che le locomotive fossero prodotte nello stabilimento di Gliwice, ma nel frattempo è stata presa la decisione di trasferire la produzione a Nowy Sącz, causando un ritardo di tre mesi nelle consegne. Nella seconda metà di maggio 2017, la prima locomotiva per Lotos Kolej, contrassegnata come E4DCUd-001 è stata inviata per i test a Cracovia. A causa della mancanza dell'installazione del sistema ETCS e quindi della mancanza di conformità alle specifiche tecniche di interoperabilità, le locomotive E4DCUd sono state ammesse con limitazioni operative. Il 31 gennaio 2018 il contratto con Lotos Kolej è stato risolto e nello stesso giorno Newag ha siglato contratto con Orlen KolTrans per il noleggio, per un periodo di 2 anni, di 3 locomotive. Il prototipo E4MSU-001, dopo la presentazione per la prima volta nel 2012, è stato gestito da diverse società ferroviarie che operano in Polonia. All'inizio del 2017 la locomotiva è stata noleggiata da Orlen KolTrans, e, all'inizio di marzo, il veicolo verniciato con i colori del produttore Newag, è stato trasferito a Euronaft Trzebinia società, che come Orlen KolTrans fa parte del gruppo PKN Orlen.
A settembre 2017 è stata presentata a Trako la locomotiva elettrica E4DCUd-002.
Il 29 maggio 2018, PKP Intercity ha siglato un contratto con Newag per la consegna di 20 locomotive con un'opzione per altri 10 locomotive.

## Versioni
Le locomotive Griffin sono offerte nelle seguenti versioni:

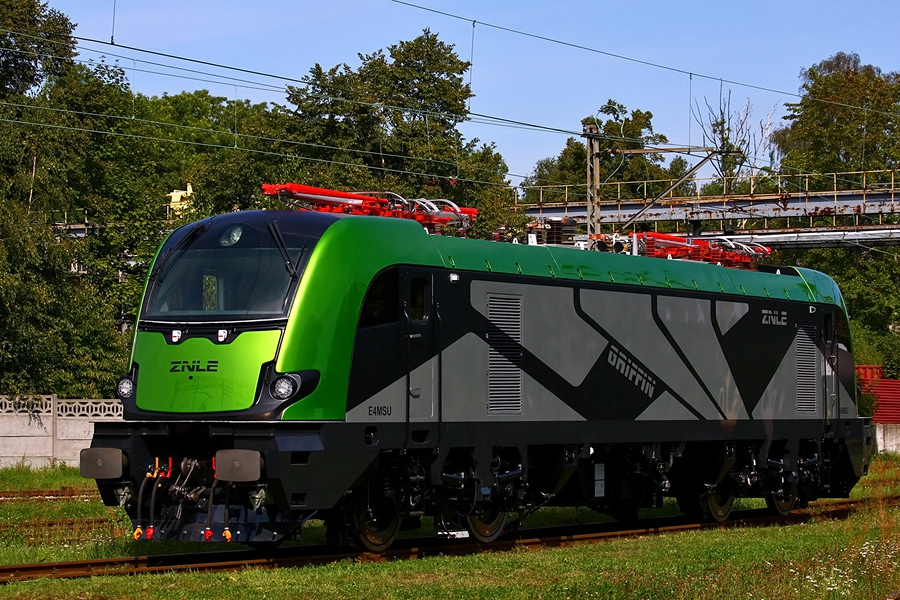
Il prototipo E4MSU-001

| Versione | Alimentazione             | Potenza continuativa | Velocità massima | Forza di trazione all'avvio | Massa         |
| -------- | ------------------------- | -------------------- | ---------------- | --------------------------- | ------------- |
| E4DCU    | 3 kV CC                   | 5,6 MW               | 160 km/h         | 310 kN                      | 79 tonnellate |
| E4DCP    | 3 kV CC                   | 5,6 MW               | 200 km/h         | 310 kN                      | 79 t          |
| E4ACU    | 15 kV CA 25 kV CA         | 5,6 MW               | 160 km/h         | 310 kN                      | 84 t          |
| E4ACP    | 15 kV CA 25 kV CA         | 5,6 MW               | 200 km/h         | 310 kN                      | 84 t          |
| E4MSU    | 3 kV CC 15 kV CA 25 kV CA | 5,6 MW               | 160 km/h         | 310 kN                      | 88 t          |
| E4MSP    | 3 kV CC 15 kV CA 25 kV CA | 5,6 MW               | 200 km/h         | 310 kN                      | 88 t          |
| D4MSU    | diesel                    | 2,3 MW               | 160 km/h         | 248 kN                      | 79 t          |

## Caratteristiche
Le locomotive Griffin sono adattate per il trasporto di treni merci fino a 3200 tonnellate e treni passeggeri fino a 800 tonnellate.

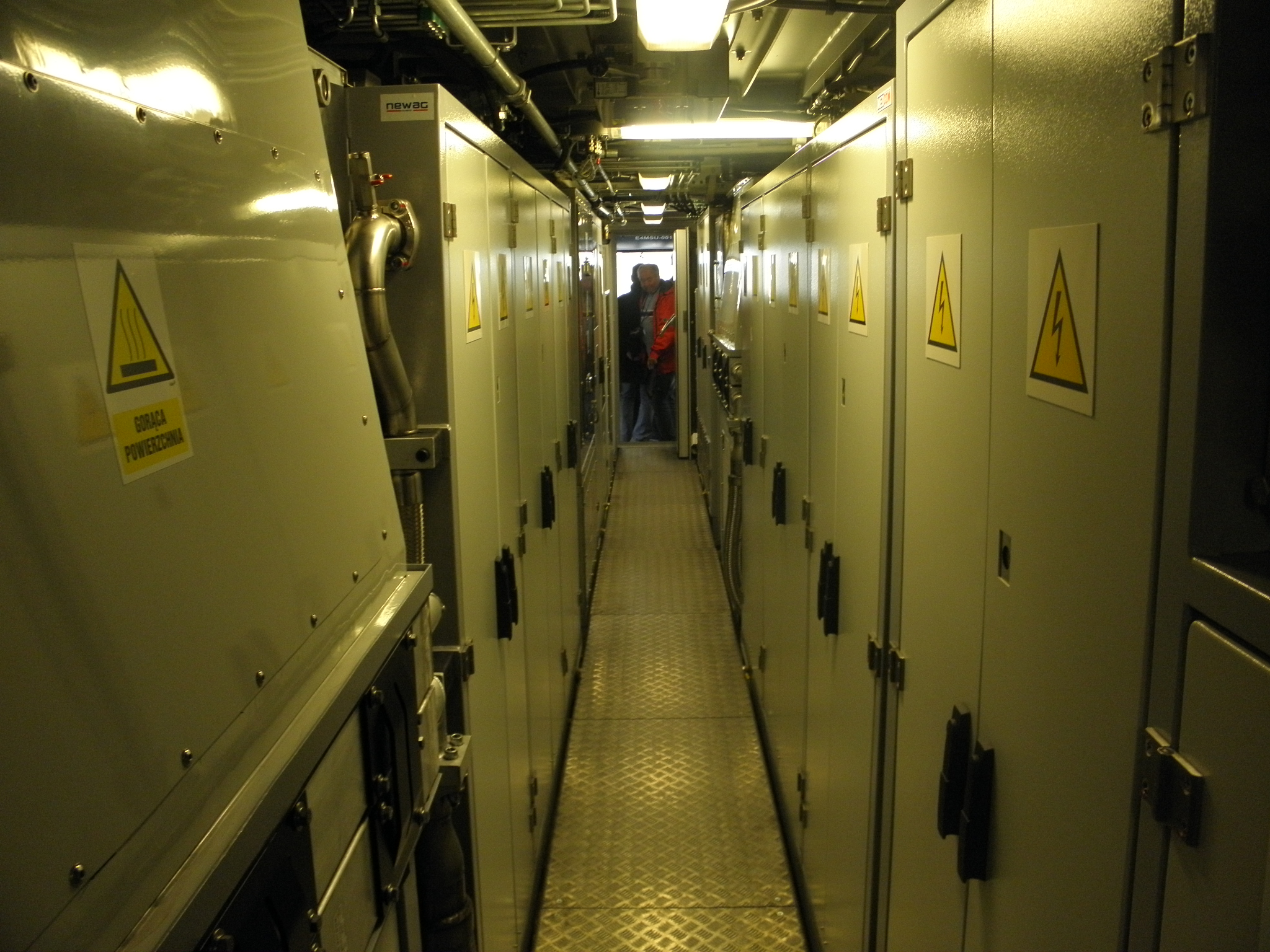
L'interno della locomotiva

Le locomotive sono dotate di due carrelli biassiali con azionamento individuale per ciascun asse. Le ruote monoblocco hanno un diametro di 1250 mm e utilizzano un sistema di lubrificazione con grasso biodegradabile, con dischi dei freni montati su entrambi i lati della ruota.

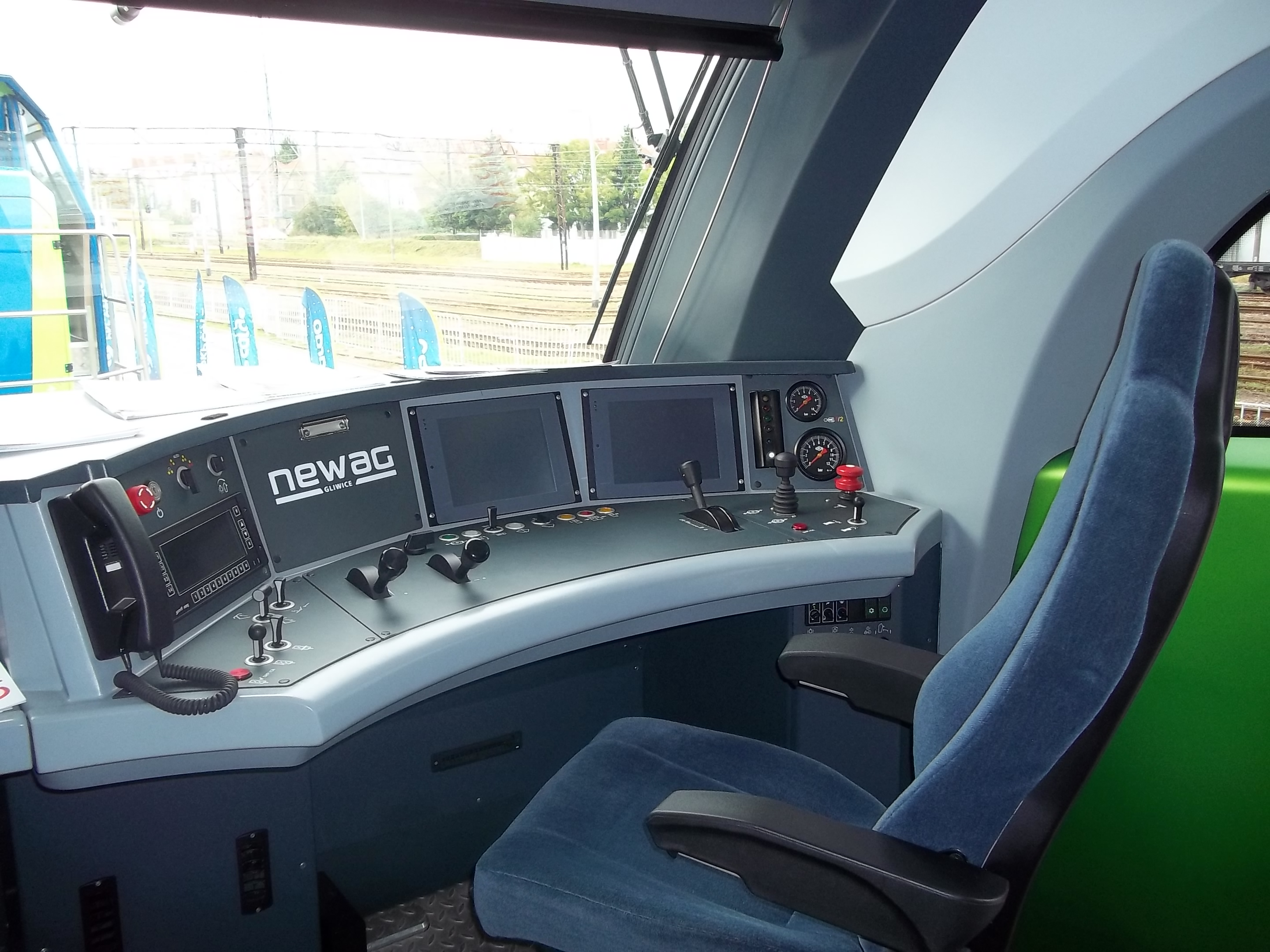
La cabina di guida

La carrozzeria è autoportante modulare con zone di controllo di accartocciamento e gabbie di sicurezza per le cabine di guida e un sistema antistrappo. Le locomotive sono dotate di due telecamere che trasmettono l'immagine di ganci e avvitatori al conducente, oltre a un moderno sistema di rivelazione e spegnimento degli incendi, e tre sezioni del tetto che consentono un facile accesso allo spazio dei macchinari. Le locomotive sono dotate di illuminazione a LED esterna.
Le cabine di guida, conformi alla norma EN 1527, sono doppie e in ognuno di esse sono presenti due pannelli indipendenti per la visualizzazione dei parametri di guida e di diagnostica e un registratore di eventi che esegue la funzione del tachimetro. Le cabine sono dotate di un sistema di climatizzazione dual-mode e quattro telecamere che fungono da retrovisori.
Nella versione E4MSU, i motori elettrici sono alimentati da convertitori costruiti con tecnologia IGBT. La locomotiva ha un sistema diagnostico di bordo con informazioni visive complete e un modulo di registrazione dei dati, nonché un sistema di telecamere. La locomotiva è adattata all'installazione di dispositivi ERTMS e GSM-R.
La versione E4DCUd, oltre ai motori elettrici, è dotata anche di un motore ausiliaria da 380 kW a combustione interna.

## Galleria d'immagini

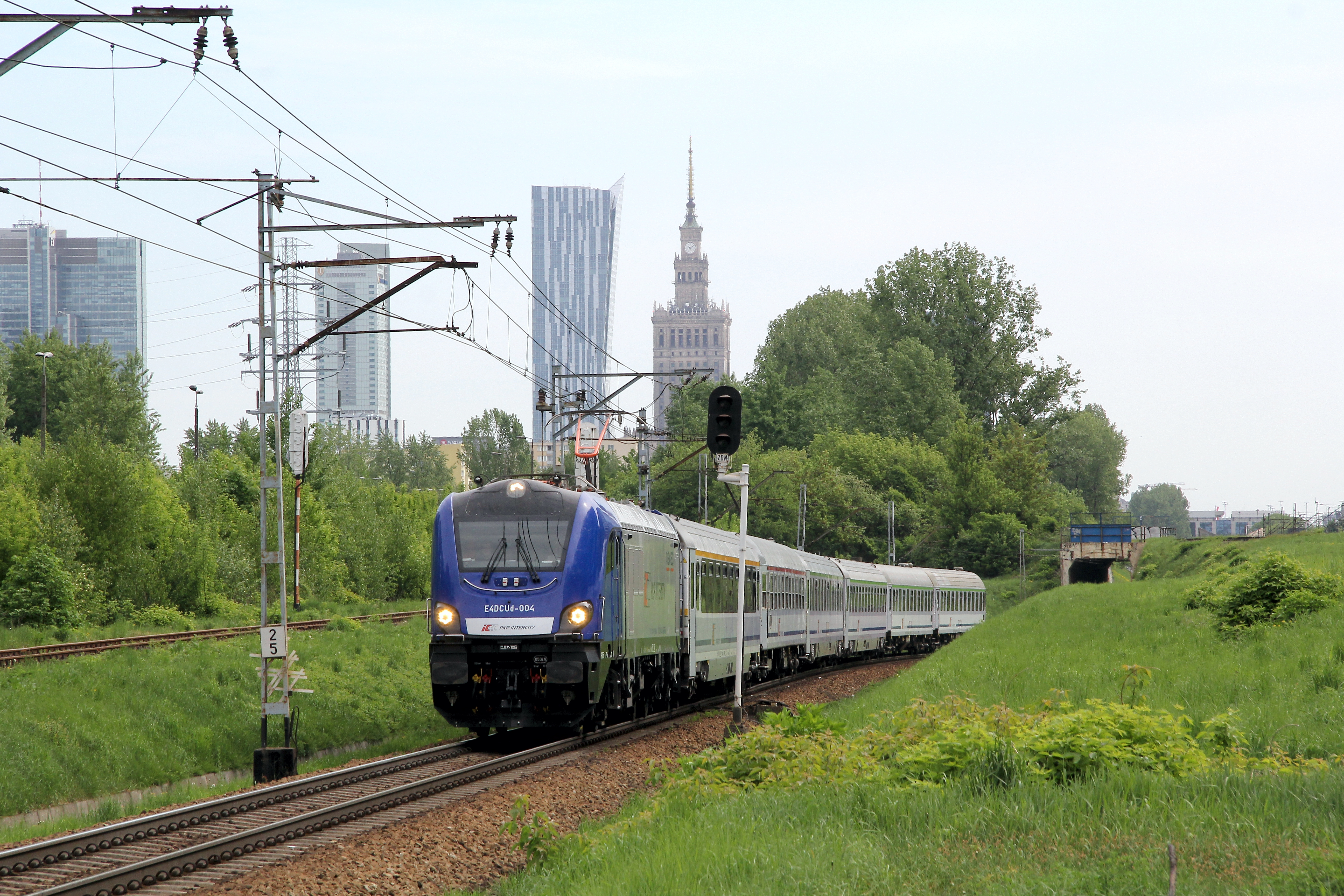
E4DCUd-004 alla testa dell'EIC FREDRO
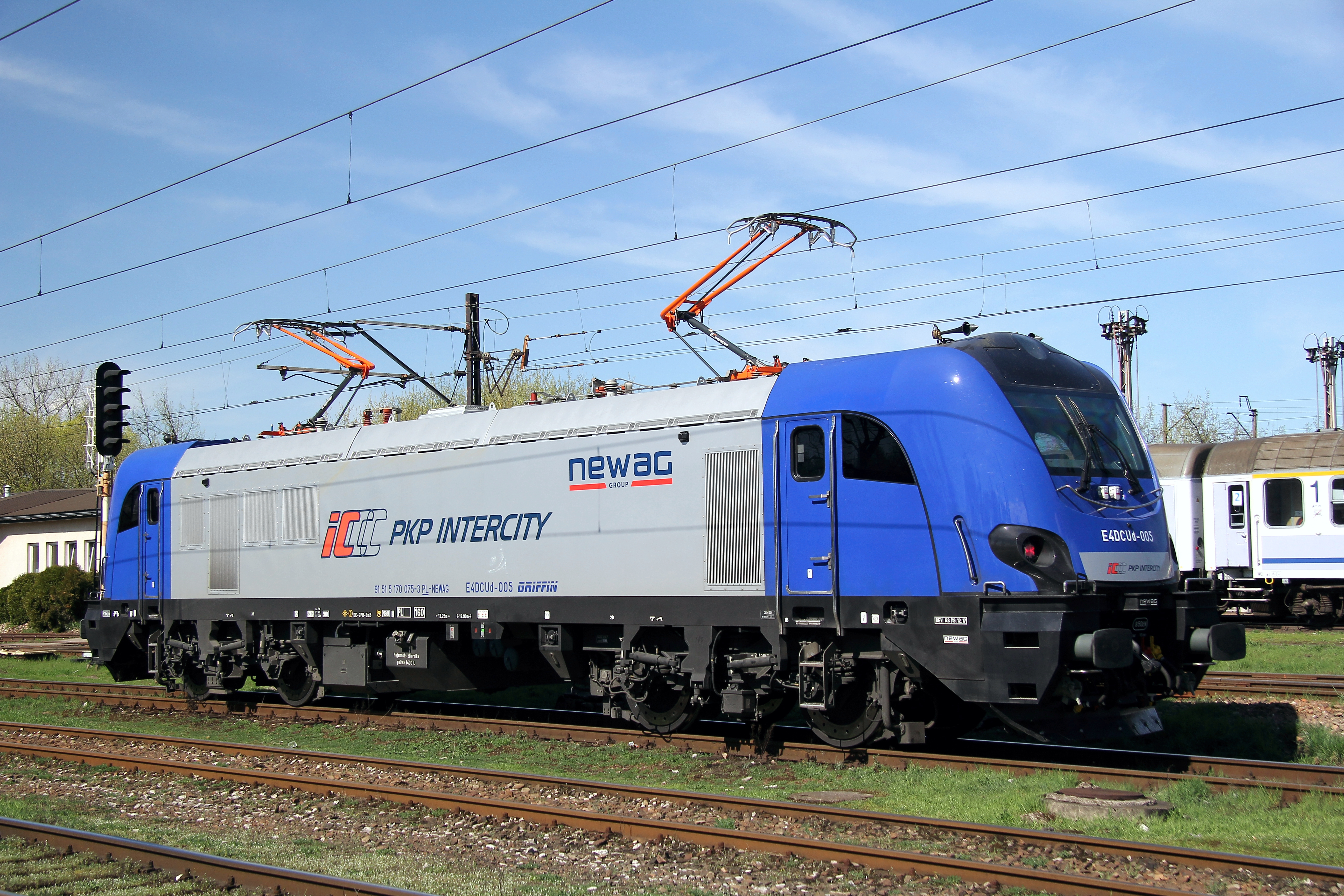
E4DCUd-005 a Kraków Płaszów
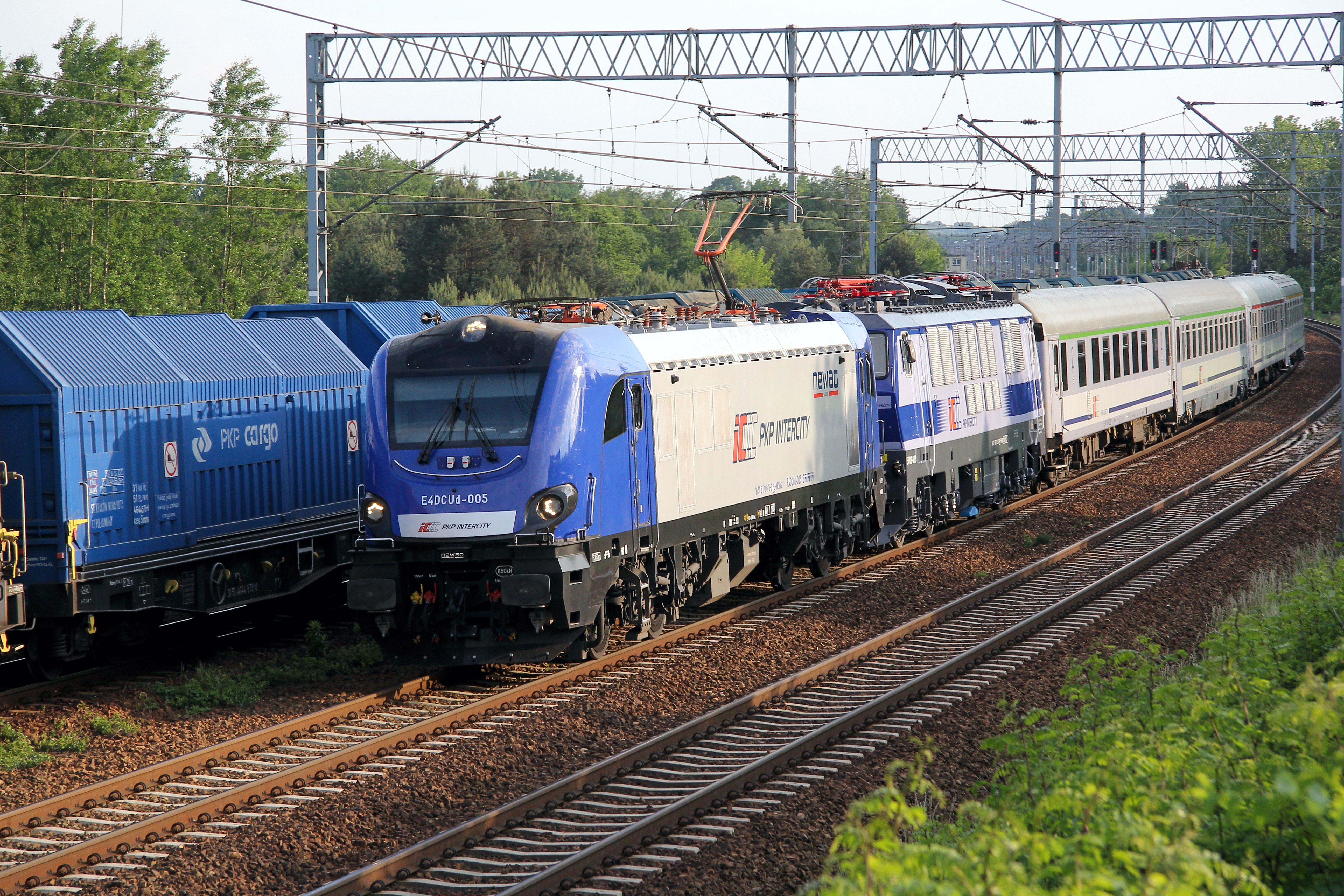
E4DCUd-005 alla testa dell'EIC GÓRNIK
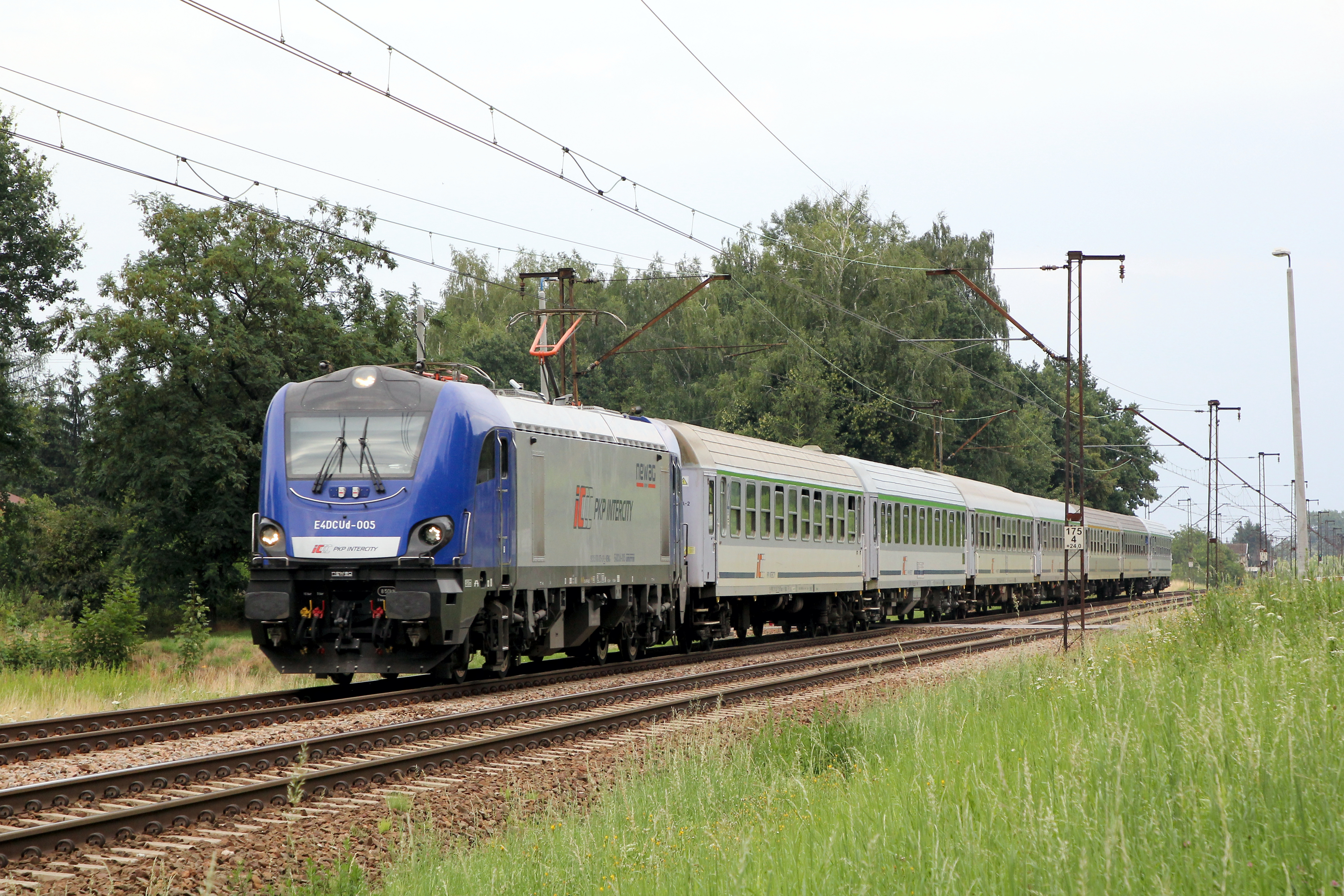
E4DCUd-005 alla testa dell'IC MALINOWSKI